# Gare de Habsheim
Gare de Habsheim vasútállomás Franciaországban, Habsheim településen.

## Vasútvonalak
Az állomást az alábbi vasútvonalak érintik:
- Strasbourg–Bázel-vasútvonal

## Kapcsolódó állomások
A vasútállomáshoz az alábbi állomások vannak a legközelebb:
- Gare de Rixheim (Gare de Mulhouse-Ville, A15 Mulhouse Saint-Louis Basle TER)
- Gare de Sierentz (Bahnhof Basel SNCF, A15 Mulhouse Saint-Louis Basle TER)